# Ставище (Брусилівська селищна громада)
Стави́ще — село в Україні, у Житомирському районі Житомирської області. Входить до складу Брусилівської селищної громади.

## Географія
Став́ище — село, центр сільського староства, якому підпорядковані ще 3 села:
- Високе — село розташоване за 10 км на північ від районного центру, за 1 км від автошляху Київ-Чоп;
- Йосипівка — село розташоване за 10 км на північний захід від районного центру, за 1 км від автошляху Київ-Чоп;
- Костівці — село розташоване за 4 км на північ від районного центру, за 8 км від автошляху Київ-Чоп.

Біля села протікає річка Фоса, права притока Небелиці.

## Історія
У 1923-25 роках було районним центром. Вперше згадане 1617 року як Малі Ставища та Ставиське. Проте село Малі Ставища існувало і раніше — у 2 половині 16 століття воно згадане серед тих сіл, які у якості віна «за Хведей Лозковой» перейшли до Кисілів. Село було осаджене Лозками. Вважається, що Малі Ставища розташовувались трохи на схід від сучасного Ставища, а саме між Високим та Рожевом.
За переказами, назва села походить від того, що територія поселення мала велику кількість ставів та боліт. Інша версія полягає в тому, що з 1648 року село належало пану Ставиському. З цього року зустрічаються перші писемні згадки про населений пункт.
Інші народні перекази розповідають, що східніше Ставища, приблизно біля сучасної межі Житомирщини та Київщини, де зараз урочище Ковбиж (там розташована однойменна зупинка) за часів Руси існувало місто Ковбиж. На жаль, згадки про нього у літописах відсутні.
Період голодомору та Другої світової війни
Село пережило голодомор 1932—1933 років. Про ті жахливі події свідчить могила у чистому полі, де поховані жертви голодомору.
Двічі через село прокотилося жахливе вогнище війни 1941—1945 років. Саме в районі Ставища проходив рубіж, на якому були зупинені гітлерівські війська, що наступали на столицю України — Київ. Село визволено 24 грудня 1943 року, але сліди окупації були неймовірно тяжкі: на каторжні роботи до Німеччини забрано 66 осіб, 153 будівлі колгоспу та колгоспників спалено і зруйновано. Ставищенці свято шанують пам'ять про тих, хто віддав своє життя. У 1967 році споруджено меморіальний комплекс та обеліск Слави.
Сучасність
Через село проходить траса Е40/М06 Київ — Чоп. Завдяки цьому село має чудове транспортне сполучення із Києвом, Житомиром, районним центром Брусиловом.
У селі діють школа, сільська рада, пошта, клуб, амбулаторія. Окрім того, вздовж траси Київ — Чоп знаходяться численні заправні комплекси, ресторани, кафе, готелі, крамниці.
У ніч на 14 березня 2022 року, о 02:40, по с. Ставище завданий ракетний удар російськими окупантами по адміністративних будівлях, знищено 7 будівель, внаслідок якого постраждали щонайменше 4 особи, поблизу Рівного через авіаудар пошкоджено телевізійну вежу.

## Населення

### Мова
Розподіл населення за рідною мовою за даними перепису 2001 року:
| Мова       | Кількість | Відсоток |
| ---------- | --------- | -------- |
| українська | 570       | 98.45%   |
| російська  | 7         | 1.21%    |
| білоруська | 1         | 0.17%    |
| румунська  | 1         | 0.17%    |
| Усього     | 579       | 100%     |

## Пам'ятки
- один із флігелів поштової станції Києво-Брестського шосе
- городище в урочищі Ковбиж
- меморіальний комплекс та обеліск Слави, присвячені боям 1943 року